# Balázs Lengyel

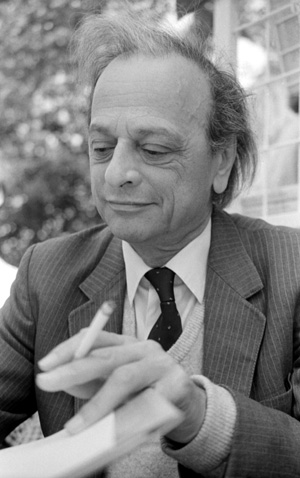
Balazs Lengyel (1987)

Balázs Lengyel (* 21. August 1918 in Budapest; † 22. Februar 2007 ebenda) war ein ungarischer Schriftsteller. 

## Leben
Er besuchte das Werböczy- und das lutherische Fasor-Gymnasium in Budapest und erwarb 1936 im reformierten Gymnasium das Abitur. Noch im selben Jahr begann er sein Studium an der juristischen Fakultät der Péter-Pázmány-Universität. Im Jahre 1937 trat er dem Universitäts-Kreis bei. Während dieser Zeit schloss er Freundschaften mit engagierten Demokraten und Antifaschisten seiner Generation wie Zoltán Szabó, István Bibó und anderen. 
1938 gab er den Anstoß für den Geistigen Heimwehr Kalender, einer Spalte in der Zeitung „Magyar Nemzet“ (= „Ungarische Nation“). In der Ausgabe 1940 schrieben dort neben ihm unter anderen Mihály Babits, László Cs. Szabó, Zsigmond Móricz, Gyula Szekfű und Áron Tamási. Balázs Lengyel war ab diesem Jahr bei dem Budapester Finanzdirektorat als Praktikant angestellt. 
1940 erlangte er den juristischen Doktortitel. 
Im Frühling 1942 lernte er seine spätere Frau Ágnes Nemes Nagy kennen, die er am 20. April 1944 heiratete. Ab Herbst 1942 leistete er Militärdienst und wurde im Kriegsgebiet eingesetzt. Im Jahre 1943 war er Zugführer in Becse, später dann an der Murau. 
1943 und Anfang 1944 erschienen seine Schriften in der Zeitung Magyar Csillag (= Ungarischer Stern). 
Im Oktober verließ er seine Einheit und kehrte nach Budapest zurück, wo er an Rettungsaktionen für Juden teilnahm.
Im Januar 1945, nach der Einnahme der Hauptstadt, nahmen ihn russische Soldaten auf offener Straße fest und verschleppten ihn nach Gödöllő. Nachdem man ihn nach Debrecen gebracht hatte, bat er als demokratischer Soldat beim Innenminister Erdei Ferenc um seine Befreiung. Ab April des Jahres war er der Vizeleiter einer Abteilung des Innenministeriums. Nach den Wahlen der Volksversammlung arbeitete er in der Bildungsabteilung des VKM. 
Von 1946 bis 1948 war er der Redakteur der Zeitung „Újhold“ (Neumond). Im Herbst 1947 erhielt er ein Stipendium und reiste mit seiner Frau nach Rom und Paris. 1948 erschien sein erstes Buch: „A mai magyar líra“ (Die heutige Ungarische Lyrik). In diesem Jahr sah er sich und die Zeitung Neumond, für die er schrieb, vielen Angriffen seitens der offiziellen Literaturpolitik ausgesetzt.
Als er im Sommer mit seiner Frau heimkehrte, wurden beiden die Reisepässe an der Grenze abgenommen.
1949 wurde er in den Ruhestand versetzt. Eine Zeit lang stellte man ihm eine Stelle an der Universität in Szeged (Pädagogische Hochschule) in Aussicht. Im Jahre 1950 pensionierte man ihn rückwirkend.

### Ab 1950
Ab 1950 lebte er überwiegend von Übersetzungen und Jugendliteratur (z. B.: „A szebeni fiúk“ – Die Jungen von Hermannstadt). Das Erscheinen anderer eigener Werke, Studien, Essays oder Bücher war nicht mehr möglich. Anfang 1957 wurde er festgenommen, aber man konnte ihm keine politischen Aktivitäten nachweisen. 1958 wurde er von Ágnes Nemes Nagy geschieden, doch die zwei blieben in Kontakt und Freunde bis zu ihrem Tod.
Ab Mitte der 1960er Jahre ließ der politische Druck immer mehr nach. Zu dieser Zeit erlangte er eine Stelle beim Corvina- und später beim Móra Verlag. Auch seine Kritiken durften erscheinen, sein zweiter Monographieband erschien erst 1972. Im April 1971 heiratete er seine zweite Ehefrau Veronika Kerek und bekam mit ihr seinen Sohn Balázs Lengyel jun. Er hat zwei Enkelkinder.
Im Jahre 1984 konnte er für die Zeitung „Jelenkor“ (Gegenwart) schreiben. Obwohl es nicht mehr möglich war, die Zeitung Neumond wieder regelmäßig erscheinen zu lassen, gab es ab Ende der 1980er zweimal jährlich einen Halbjahresband und ein Neumond-Jahrbuch, von denen 12 Ausgaben erschienen (bis 1991). Balázs Lengyel nahm auch noch in seinem achten Lebensjahrzehnt sehr aktiv an dem ungarischen Literaturleben teil, und verschiedene Blätter publizierten seine Kritiken, Essays und Memoiren. Er starb 2007 in Budapest.

## Auszeichnungen
- 1978: Arbeitsorden Silbergrad
- 1981: Attila-József-Preis
- 1982: Staatspreis für die Jugend
- 1988: Tibor-Déry-Preis
- 1988: Sternorden der Ungarischen Volksrepublik
- 1990: Dezső-Kosztolányi-Preis
- 1991: Bölöni-Preis
- 1992: Literaturpreis des Kunstfonds
- 1993: Aladár-Komlós-Preis
- 1995: Széchenyi-Preis
- 1998: Getz-Preis
- 1998: Yad Vashem Jerusalem[1]
- 1998: Tapferkeits-Medaille
- 2003: Verdienstorden der Republik Ungarn, mittlere, bürgerliche Sektion

## Werke
- Die heutige ungarische Lyrik (Studie, 1948)
- Die Jungen von Hermannstadt (Roman, 1952, deutsch: 1989)
- Der silberne Groschen (Roman, 1955)
- Der kleine Elik wird Jäger (Jugenderzählung, 1957, deutsch: Elik, 1964)
- Die Dschunke mit Drachensegel (Jugenderzählung, 1962)
- Ich hatte einen Storch (Jugendroman, 1964; deutsch: Der nächste Patient - ein Storch, 1965; Mein Storch Struppi, 1983)
- Tradition und Versuch (Studiensammlung, 1972)
- Vom Gedichtbuch zu Gedichtbuch (Essays, 1977)
- Nahaufnahmen (Studien, 1979)
- Óperencián innen - Óperencián túl (Märchen, 1985)
- Die Geschichte einer Attitüde (Essays, 1990)
- Grün und Gold (Essays, 1988)
- Die Rückkehr (Essays, 1988)
- Der Postkasten von Ágnes Nemes Nagy (kompiliert, 1995)
- Der dahinschwindende Apfel (Gedichtanalyse, 1995)
- Ausgewählte Gedichte von Ágnes Nemes Nagy (kompiliert, 1997)
- Zwei Schicksalswenden (Essays, 1998)
- Wer trifft sich mit sich selbst? (Studien, 2001)
- Origo (Studien, 2002)

## Übersetzungen
- Lin Yutang: Between tears and laughter (1947)
- E. Mörike: Mozart auf der Reise nach Prag (1947)
- L. Bechstein: Der kleine Däumling (1958)
- O. Wilde: Der glückliche Prinz (1958)
- Die Streiche des Till Eulenspiegel (1970)